# Euphorbia hierosolymitana
Euphorbia hierosolymitana es una especie fanerógama perteneciente a la familia de las euforbiáceas. Es endémica de Egipto, Georgia, Israel, Jordania, Líbano, Siria y Turquía.

## Descripción
Es una planta arbustiva con las flores de color verde que se encuentra en los bosques y matorrales mediterráneos, matorrales de semi-estepa y vegetación de montaña.

## Variedades
- Euphorbia hierosolymitana var. hierosolymitana
- Euphorbia hierosolymitana var. ramanensis (B.Baum) Zohary 1972

## Taxonomía
Euphorbia hierosolymitana fue descrita por Pierre Edmond Boissier y publicado en Diagnoses Plantarum Orientalium Novarum 12: 110. 1853.
Etimología
Euphorbia: nombre genérico que deriva del médico griego del rey Juba II de Mauritania (52 a 50 a. C. - 23), Euphorbus, en su honor – o en alusión a su gran vientre –  ya que usaba médicamente Euphorbia resinifera. En 1753 Carlos Linneo asignó el nombre a todo el género.
hierosolymitana: epíteto
Sinonimia
- Euphorbia thamnoides var. hierosolymitana (Boiss.) Boiss. in A.P.de Candolle (1862).[5][6]